# Pelargonium laxum
Pelargonium laxum är en näveväxtart. Pelargonium laxum ingår i släktet pelargoner, och familjen näveväxter.

## Underarter
Arten delas in i följande underarter:
- P. l. karooicum
- P. l. laxum